# Rallye Sibiu de Roumanie
Le Rallye Sibiu de Roumanie (ou Sibiu Rally Romania) est une épreuve de rallye roumaine se déroulant sur terre chaque année à Sibiu.

## Histoire
Il devient réellement le nouveau Rallye de Roumanie (46e édition) à partir de 2012, pour pouvoir être comptabilisé en Intercontinental Rally Challenge lors de l'ultime édition de cette compétition (le rallye national se disputait antérieurement depuis Brașov, le tout premier Rallye de Roumanie datant du début des années 1960).
L'octuple champion de Roumanie Constantin Aur (dit Titi) l'a emporté à 4 reprises (et a remporté plus de 4 Rallyes de Roumanie durant sa carrière).
Le français François Delecour (champion de Roumanie en 2012) l'a gagné en 2012 et 2013 dans le cadre du seul championnat national, et s'est classé 2e au général en 2013, ainsi que 3e en 2012.
Le premier vainqueur du rallye de Sibiu a été champion du monde de boxe en 1997. Dès sa création l'épreuve est inscrite au championnat national.
Le finlandais Jarkko Miettinen a terminé Champion de Roumanie en 2008 (3e en 2009).

## Palmarès

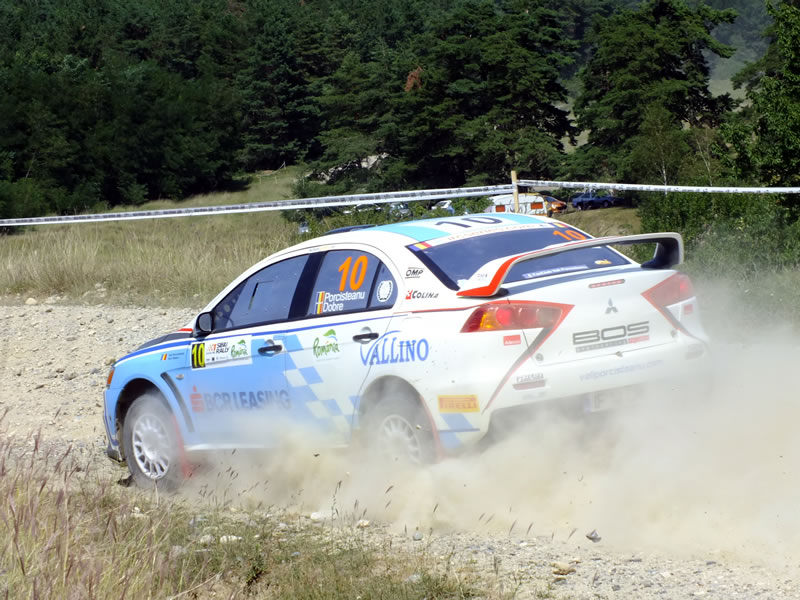
Valentin Porcisteanu (champion de Roumanie 2011, vice-champion 2010 et 2012) au rallye Sibiu en 2012 (ici en IRC).

| Année | Édition                    | Pilote            | Copilote        | Voiture                  | Championnat |
| ----- | -------------------------- | ----------------- | --------------- | ------------------------ | ----------- |
| 2001  | 1er Sibiu Rally            | Mihai Leu         | Ciprian Solomon | Ford Escort RS Cosworth  |             |
| 2002  | 2e Liqui Moly Sibiu Rally  | Constantin Aur    | Silviu Moraru   | Seat Córdoba WRC         |             |
| 2003  | 3e Liqui Molly Sibiu Rally | Constantin Aur    | Adrian Berghea  | Mitsubishi Lancer Evo VI |             |
| 2004  | 4e Liqui Molly Sibiu Rally | Bogdan Marisca    | Sebastian Itu   | Mitsubishi Lancer Evo VI |             |
| 2005  | 5e Liqui Molly Sibiu Rally | Constantin Aur    | Adrian Berghea  | Mitsubishi Lancer Evo IX |             |
| 2006  | 6e OMV Sibiu Rally         | Constantin Aur    | Adrian Berghea  | Mitsubishi Lancer Evo IX |             |
| 2007  | 7e Pirelli Sibiu Rally     | Bogdan Marisca    | Sebastian Itu   | Mitsubishi Lancer Evo IX |             |
| 2008  | 8e Pirelli Sibiu Rally     | Jarkko Miettinen  | Mikko Lukka     | Mitsubishi Lancer Evo IX |             |
| 2009  | 9e Sibiu Rally             | Jarkko Miettinen  | Mikko Lukka     | Mitsubishi Lancer Evo IX |             |
| 2010  | 10e Sibiu Rally            | Gergely Szabó     | Levente Csengy  | Mitsubishi Lancer Evo IX |             |
| 2011  | 11e Sibiu Rally            | Gergely Szabó     | Zoltán Köhler   | Mitsubishi Lancer Evo IX |             |
| 2012  | 12e Sibiu Rally Romania    | Andreas Mikkelsen | Ola Floene      | Škoda Fabia S2000        | IRC         |
| 2013  | 13e Sibiu Rally Romania    | Jan Kopecký       | Pavel Dresler   | Skoda Fabia S2000        | ERC         |